# Le Zorba
Pour les articles homonymes, voir Zorba.
Le Zorba est un bar du quartier de Belleville à Paris. Fondé dans les années 1990 à la place de La Comète, ce café-PMU emblématique du quartier,.
Il est cité dans les romans Paname Underground,Connemara et Black Manoo de Gauz.